# Gouy (Aisne)
Gouy település Franciaországban, Aisne megyében. Lakosainak száma 570 fő (2022. január 1.). Gouy Aubencheul-aux-Bois, Beaurevoir, Bellicourt, Bony, Le Catelet, Estrées, Nauroy, Vendhuile és Villers-Outréaux községekkel határos.

## Népesség
A település népességének változása:
| Lakosok száma | 628  | 659  | 641  | 621  | 585  | 569  | 560  | 560  | 563  | 570  |
|               | 1968 | 1982 | 1990 | 2006 | 2013 | 2015 | 2017 | 2019 | 2020 | 2022 |